# جنوح الحيتان

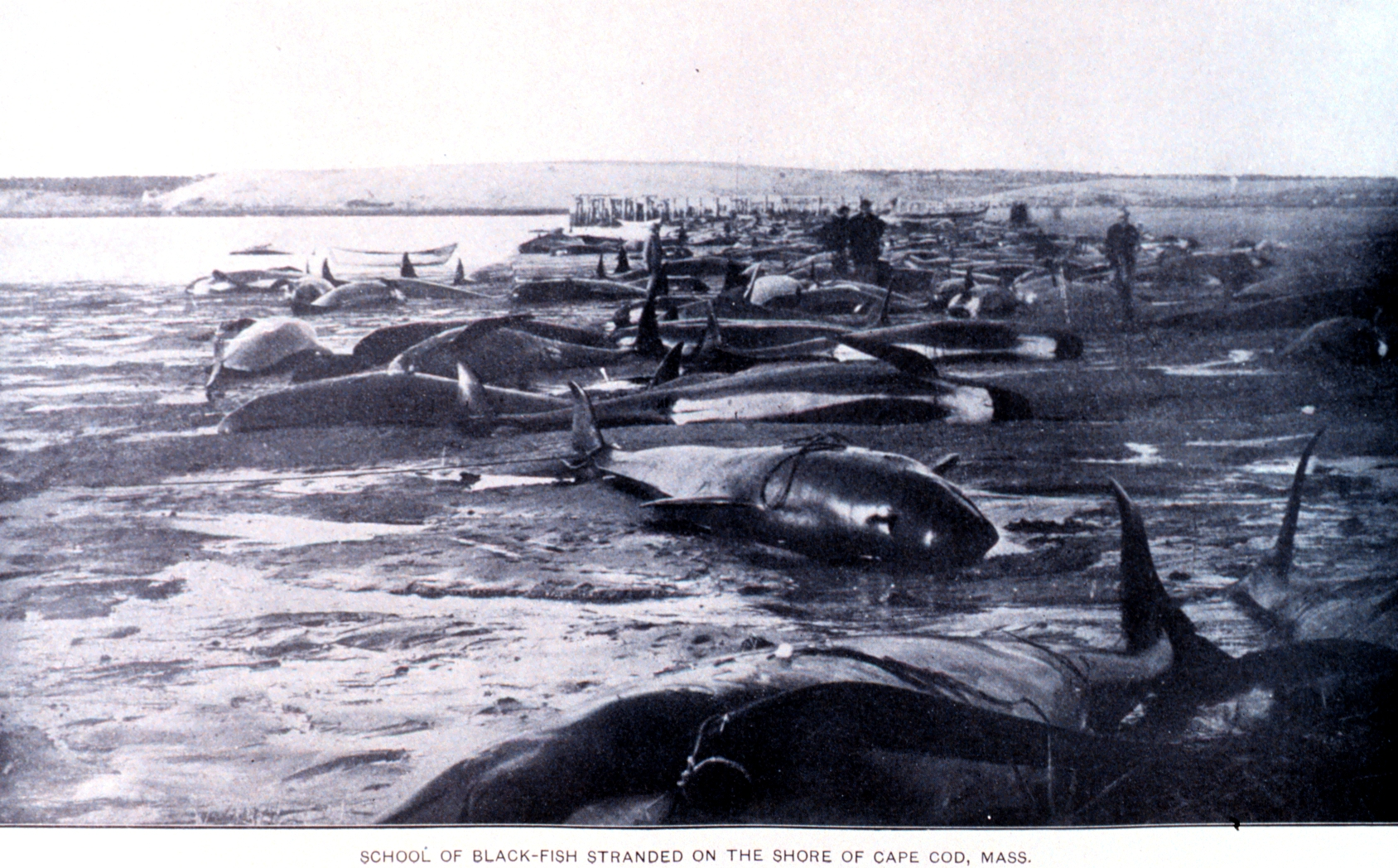
جنوح جماعي لحيتان طيار على شاطئ كيب كود عام 1902

جنوح الحيتان هي ظاهرة تطفوا فيها الحيتان والدلافين على اليابسة، حيث تتقطع بهم السُبل ليصلوا عادةً إلى الشاطئ. غالبًا ما تموت الحيتان بسبب الجفاف أو الأنهيار تحت وزنها أو الغرق عندما يغطي المد العالي فتحة النفث لديها. لقد حدث جنوح الحيتان منذ ما قبل التاريخ المُسجل.
تم اقتراح العديد من التفسيرات لسبب جنوح الحيتان، بما في ذلك التغيرات في درجات حرارة الماء، وخصائص تحديد الموقع بالصدى للحيتان في محيط مُعيّن، والاضطرابات المغناطيسية الأرضية، ولكن حتى الآن لم يتم قبول أي منها عالميًا كسبب نهائي. ومع ذلك ، تم العثور على صلة بين جنوح للحيتان المنقارية واستخدام تقنية السونار النشط متوسط التردد.

## الصنف

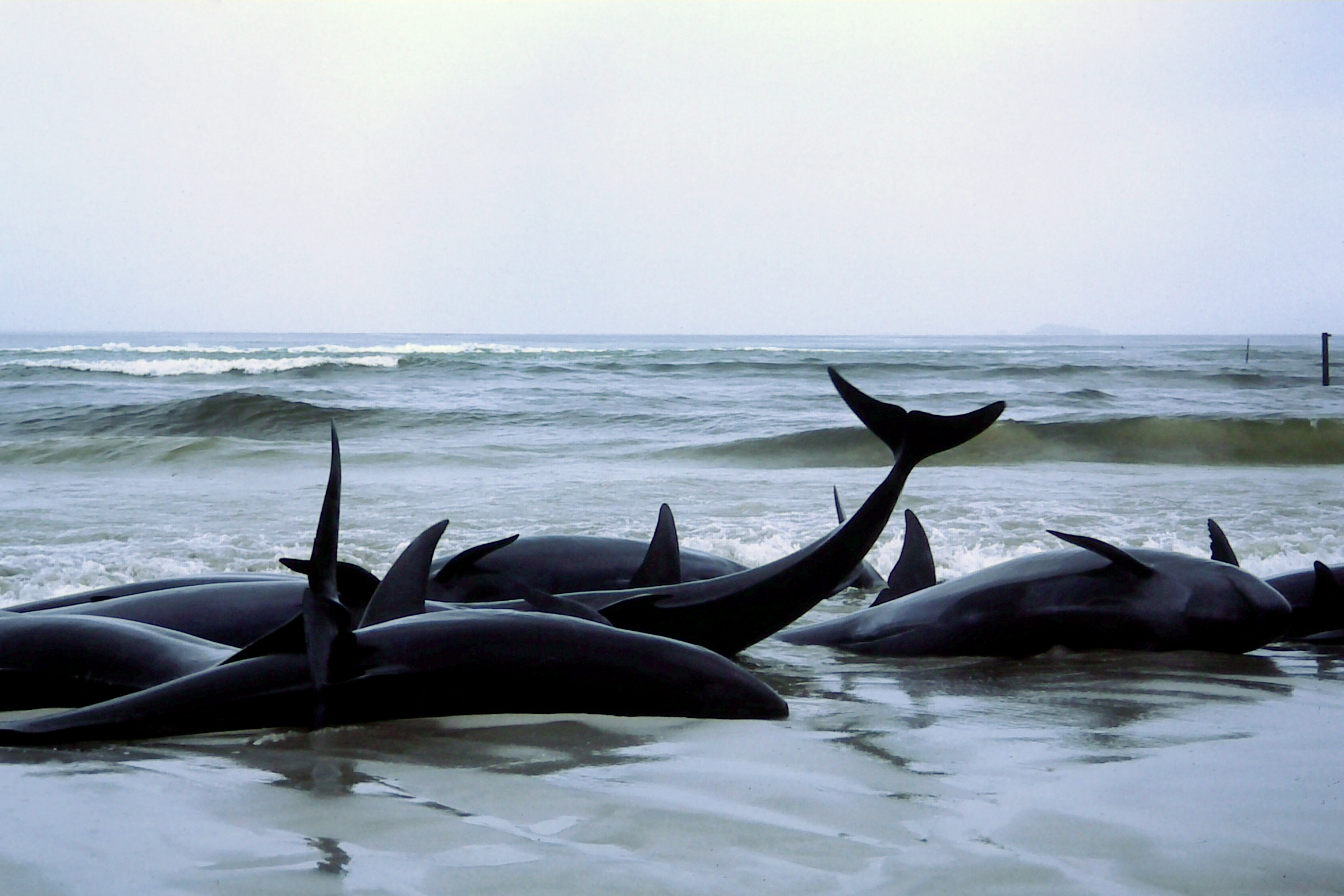
الحيتان القاتلة الكاذبة على الشاطئ في فليندرز باي ، أستراليا الغربية ، 1986

في كل عام ، يقوم ما يصل 2000 حيوان بجنوح على الشواطئ. وعلى الرغم من أن غالبية الجنوح تؤدي إلى الموت، إلا أنها لا تشكل تهديدًا لأي نوع ككل. يتعرض حوالي عشرة أنواع فقط من الحيتان في كثير من الأحيان بجنوح جماعية ، ونادرًا ما تفعله عشرة أنواع أخرى.
جميع الأنواع المتورطة بشكل متكرر هي الحيتان المسننة (Odontoceti) ، بدلاً من الحيتان البالينية (Mysticeti). تشترك هذه الأنواع في بعض الخصائص التي قد تفسر سبب وجودها على الشاطئ.
لا يؤثر حجم الجسم عادة على معدل التكرار، ولكن يبدو أن كل من الموطن الطبيعي للحيوانات والتنظيم الاجتماعي يؤثران على فرصها في القدوم إلى الشاطئ بأعداد كبيرة. الحيتان المسننة التي تعيش عادة في المياه العميقة وتعيش في مجموعات كبيرة متماسكة بإحكام هي الأكثر عرضة للإصابة. وهذا يشمل حوت العنبر، والدلافين المحيطية، وعادة ما تكون الحيتان القاتلة والطائرة، وعدد قليل من أنواع الحيتان المنقارية. أكثر الأنواع شيوعًا للجنوح في المملكة المتحدة هي خنازير الميناء. الدلفين الشائع (Delphinus delphis) هو ثاني أكثر الدلافين شيوعًا، وبعد ذلك الحيتان الطيارة طويلة الزعانف (Globicephala melas).
من الطبيعي أن الأنواع المُنفردة لا تتجول بشكل جماعي. الحيتان التي تقضي معظم وقتها في المياه الضحلة والساحلية لا تكاد تجنح جماعية.

## الأسباب
يمكن تجميع الجنوح في عدة أنواع. أكثر الفروق وضوحًا هي بين جنوح مُفردة ومُتعددة. كما تم اقتراح العديد من النظريات، بعضها مثير للجدل ، لكن السؤال لا يزال دون حل !
الموت الطبيعي في البحر
من المُرجح أن تطفو جثث الحوتيات المتوفاة على السطح في مرحلة ما ؛ وقد تحملهم التيارات أو الرياح إلى الساحل. منذ وفاة الآلاف من الحيتان كل عام ، تقطعت السبل بالعديد منها بعد وفاتها. معظم الجثث لا تصل أبدًا إلى الساحل، ويتم نهبها أو تحللها بدرجة كافية لتغرق في قاع المحيط ، حيث تشكل الحوتيات أساس نظام بيئي فريد من نوعه يُسمى «سقوط الحوت».
جنوح فردية
غالبًا ما تكون الجنوح الفردية الحية نتيجة مرض أو إصابة فردية؛ في غياب التدخل البشري ، ينتهي الأمر حتما بالموت.
جنوح متعددة
تعد الجنوح المُتعددة في مكان واحد نادرة، وغالبًا ما تجتذب تغطية إعلامية بالإضافة إلى جهود الإنقاذ. يبدو أن التماسك الاجتماعي القوي لقرون الحوت المسننة هو عامل رئيسي في العديد من حالات الجنوح المتعددة: إذا واجه أحداها مشكلة ، فقد تدفع نداءات الاستغاثة بقية الحيتان إلى التدافع والجنوح بجانبه.
حتى الوفيات المتعددة في الخارج من غير المرجح أن تؤدي إلى جنوح متعددة ، لأن الرياح والتيارات متغيرة، وسوف تشتت مجموعة من الجثث.

### بيئي

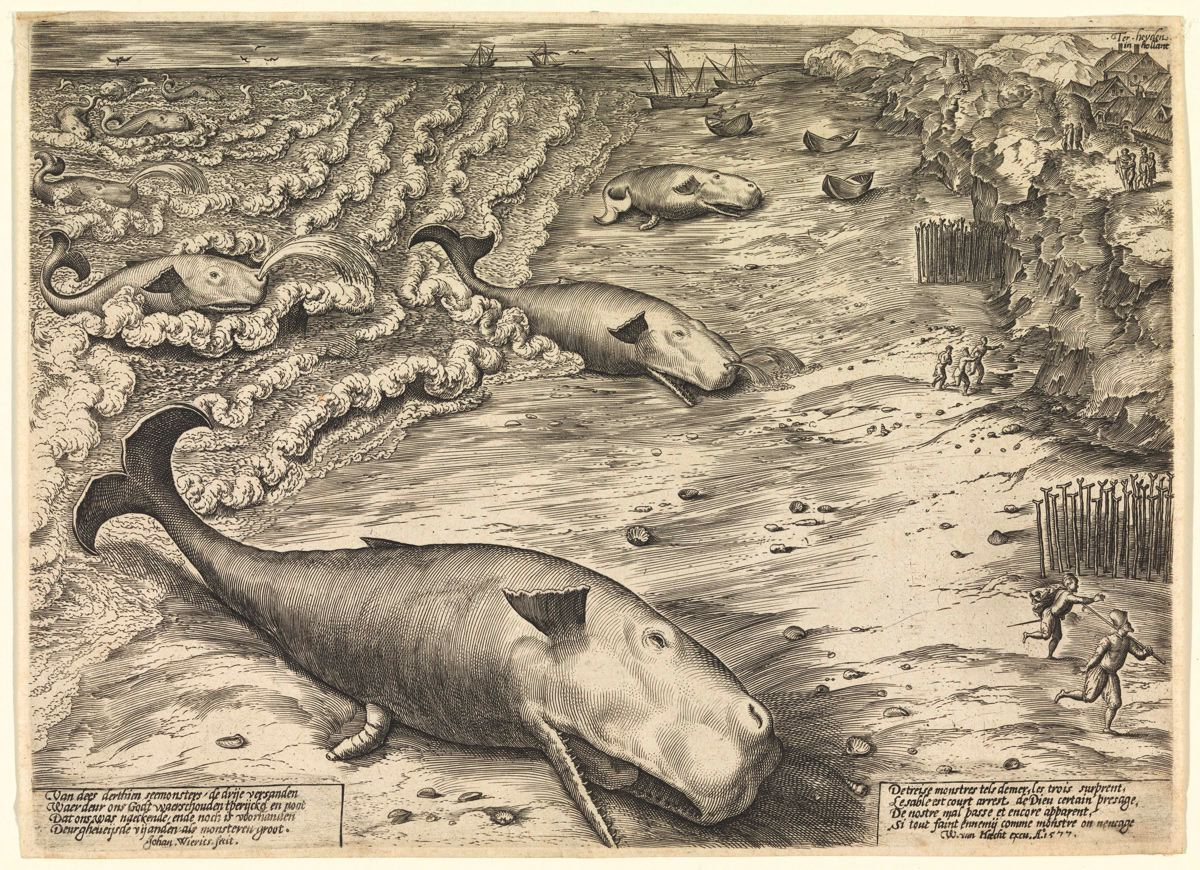
ثلاثة حيتان جانحة ، نقش 1577 للفنان الفلمنكي يان ويريكس ، يصور حيتان العنبر التي تقطعت بها السبل. لاحظ "فتحة الأنف" المسجلة بشكل غير صحيح والقضيب المنبثق المعقول.

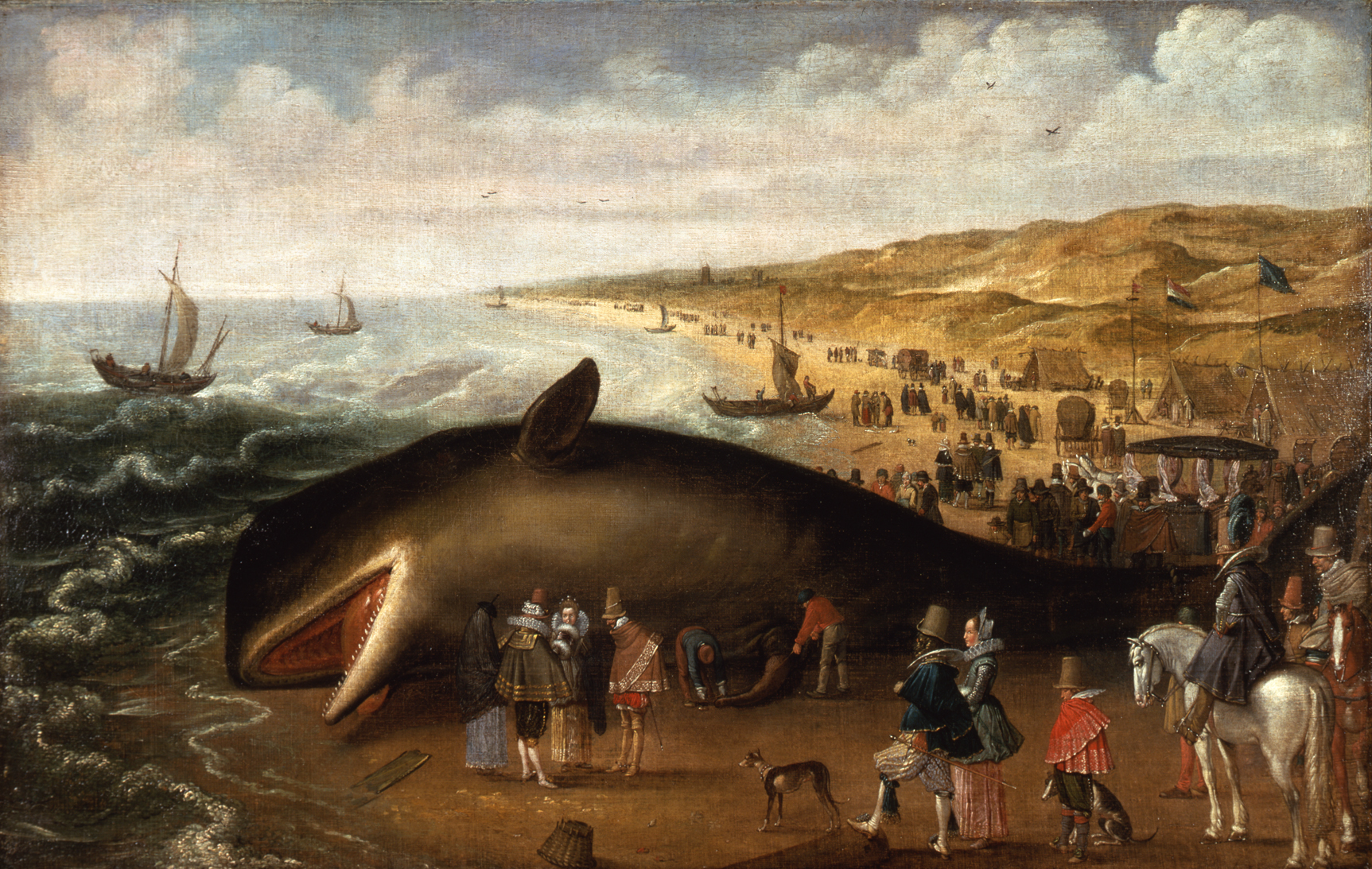
"الحوت على الشاطئ بين شافنجن و كاتفايك ، مع مشاهدين أنيقين" ، بقلم اسياس فان دي فيلدي ،

جنوح الحيتان عبر تاريخ البشرية ، مع وجود أدلة على إنقاذ البشر لحيتان العنبر التي تقطعت بهم السبل في جنوب إسبانيا خلال الحقبة المجدلية العليا قبل حوالي 14.000سنة من الوقت الحاضر. يمكن أن تُعزى بعض الجنوح إلى عوامل طبيعية وبيئية، مثل الطقس القاسي، والضعف بسبب الشيخوخة أو العدوى ، وصعوبة الولادة، والصيد بالقرب من الشاطئ، أو أخطاء الملاحة.
في عام 2004 ، ربط العلماء في جامعة تسمانيا بين جنوح الحيتان والطقس، وافترضوا أنه عندما تتدفق مياه القطب الجنوبي الباردة الغنية بالحبار والأسماك شمالًا ، تتبع الحيتان فريستها بالقرب من الأرض. في بعض الحالات ، من المعروف أن الحيوانات المفترسة (مثل الحيتان القاتلة) تصيب الحيتان الأخرى بالذعر، وتدفعها نحو الشاطئ.
قد يواجه نظام تحديد الموقع بالصدى صعوبة في التقاط الخطوط الساحلية شديدة الانحدار. تفسر هذه النظرية المناطق الساخنة على الشاطئ مثل شاطئ المحيط في تسمانيا و خليج جيغراف وأستراليا الغربية حيث يبلغ المنحدر حوالي نصف درجة (حوالي 8 م (26 قدم) عميق 1 كـم (0.62 ميل) إلى البحر). تقترح مجموعة علم الصوتيات الحيوية بجامعة أستراليا الغربية أن الانعكاسات المتكررة بين السطح وقاع المحيط في المياه الضحلة المنحدرة بلطف قد تضعف الصوت لدرجة أن صدى الصوت غير مسموع للحيتان. قد يؤدي تقليب الرمل وكذلك الفقاعات الصغيرة طويلة العمر التي شكلها المطر إلى تفاقم التأثير.
تشير دراسة أجراها علماء من جامعة كيل الألمانية عام 2017 إلى أن الاضطرابات المغناطيسية الأرضية الكبيرة للمجال المغناطيسي للأرض، والتي تحدث بسبب العواصف الشمسية، يمكن أن تكون سببًا آخر جنوح الحيتان. يفترض المؤلفون أن الحيتان تتنقل باستخدام المجال المغناطيسي للأرض عن طريق اكتشاف الاختلافات في شدة المجال لتجد طريقها. تتسبب العواصف الشمسية في حدوث حالات شاذة في المجال مما قد يزعج قدرة الحيتان على التنقل، وإرسالها إلى المياه الضحلة حيث يتم احتجازها. تستند الدراسة إلى عدد الجنوح الجماعية لـ 29 حوت عنبر على طول سواحل ألمانيا وهولندا والمملكة المتحدة وفرنسا في عام 2016.

### جنوح «اتبعني»

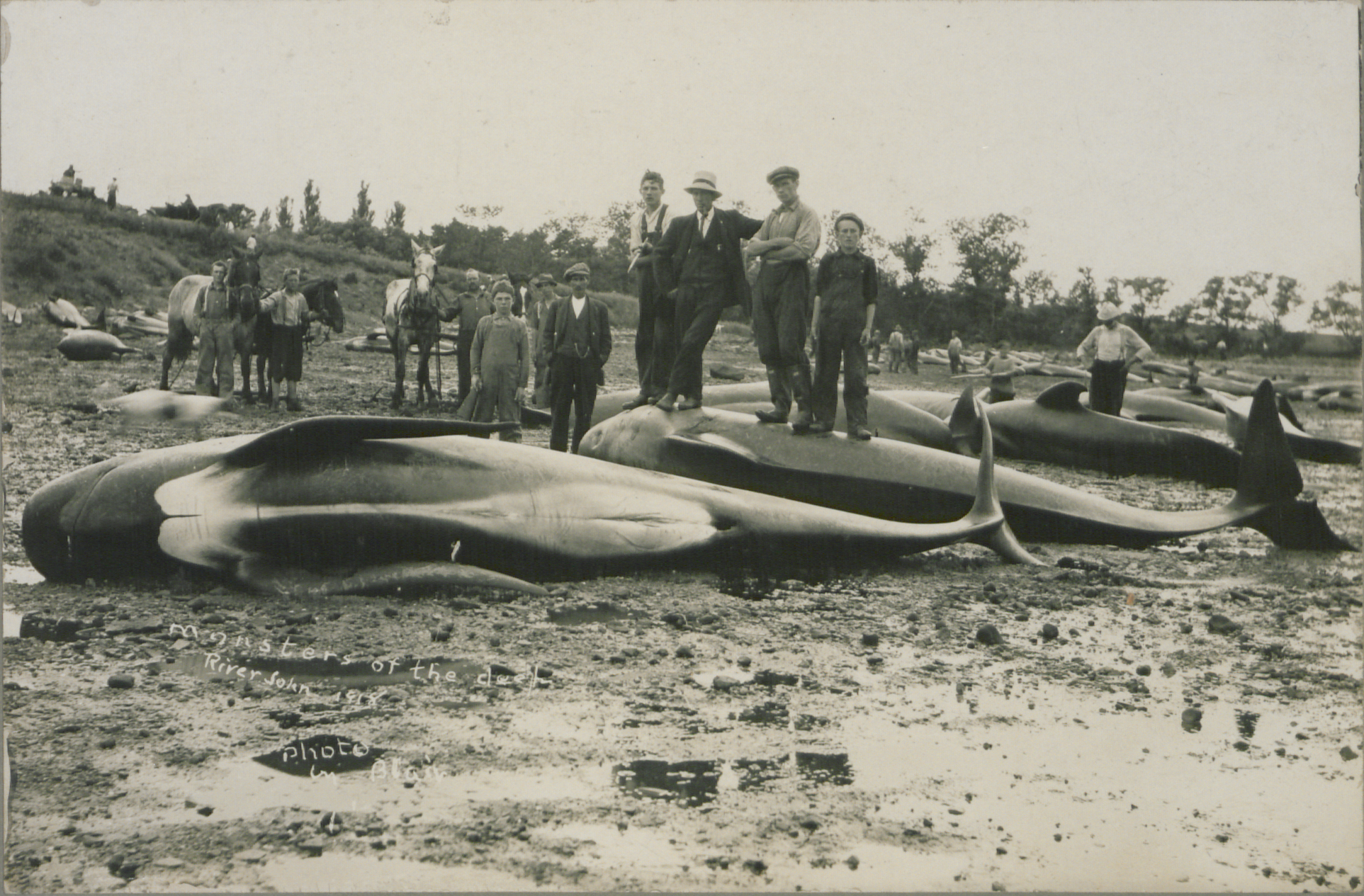
الجنوح الجماعي للدلافين ، نوفا سكوشا (1918)

قد تكون بعض الجنوح ناتجة عن الحيتان الكبيرة التي تتبع الدلافين وخنازير البحر في المياه الساحلية الضحلة. قد تعتاد الحيوانات الأكبر على اتباع الدلافين سريعة الحركة. إذا واجهوا مزيجًا معاكسًا من تدفق المد والجزر وتضاريس قاع البحر، فقد تصبح الأنواع الأكبر محاصرة.
في بعض الأحيان، يمكن أن تساعد متابعة الدلفين في إخراج الحوت من الخطر: في عام 2008 ، تم تعقب دلفين محلية لفتح المياه من قبل اثنين من حيتان العنبرالأقزام التي فقدت خلف شريط رملي في شاطئ ماهيا ، نيوزيلندا. قد يكون من الممكن تدريب الدلافين على قيادة الحيتان المحاصرة إلى البحر.

### جنوح أوكرا المُتعّمِد والمؤقتة
الحيتان القاتلة هي الحيوانات المفترسة للدلافين وخنازير البحر، جنوحها نادراً جداً. قد تكون الحيتان القاتلة تعلمت الابتعاد عن المياه الضحلة، وأن التوجه إلى المياه الضحلة يوفر للحيوانات الصغيرة بعض الحماية من الحيوانات المفترسة. ومع ذلك، الحيتان القاتلة في شبه جزيرة فالديه بالأرجنتين، و جزر كروزيت تعلمت في المحيط الهندي كيفية تعامل في المياه الضحلة، ولا سيما في سعيهم للحصول على الأختام. تُظهر الحيتان القاتلة بانتظام كفاءتها من خلال مطاردة الأختام على ضفاف الشواطئ المرصوفة بالحصى، حتى حافة الماء. وأحيانًا يتم طرد الحيتان المطاردة جزئيًا من البحر بمزيج من قوة الدفع الخاصة بها، وعليها انتظار الموجة التالية لإعادة تعويمها وإعادتها إلى البحر مجدداً.

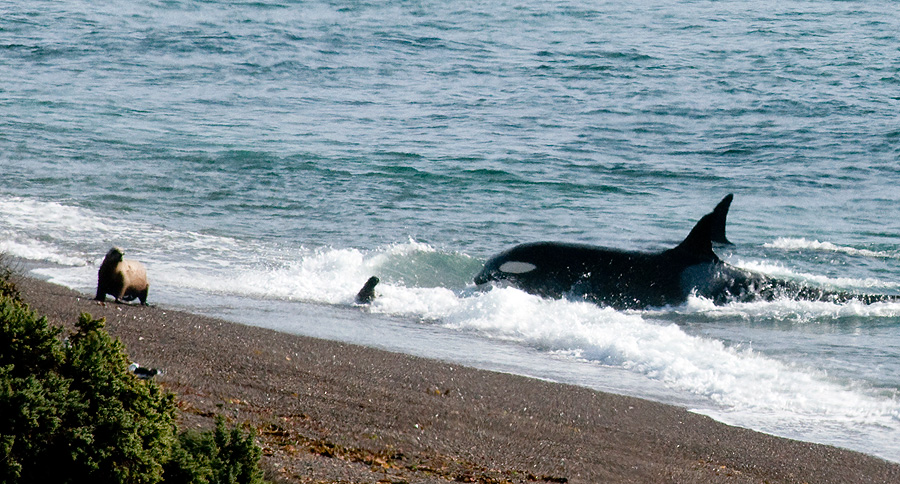
حوت قاتل يصطاد أسود البحر في شبه جزيرة فالديس ، الأرجنتين ، عن طريق جنوح نفسها عمداً

في الأرجنتين ، من المعروف أن الحيتان القاتلة تصطاد على الشاطئ عن طريق التعمد عن طريق الجنوح ثم الاندفاع إلى الفقمة القريبة قبل ركوب الموجة التالية بأمان إلى المياه العميقة. لوحظ هذا لأول مرة في أوائل السبعينيات، ثم أكثر بمئات المرات منذ ذلك الحين. يبدو أن هذا السلوك يتم تدريسه من جيل إلى جيل ، كما يتضح من الأفراد الأكبر سنًا الذين يدفعون الأحداث نحو الجنوح، ويمكن أن يكون أيضًا نشاطًا للعب في بعض الأحيان.

### السونار

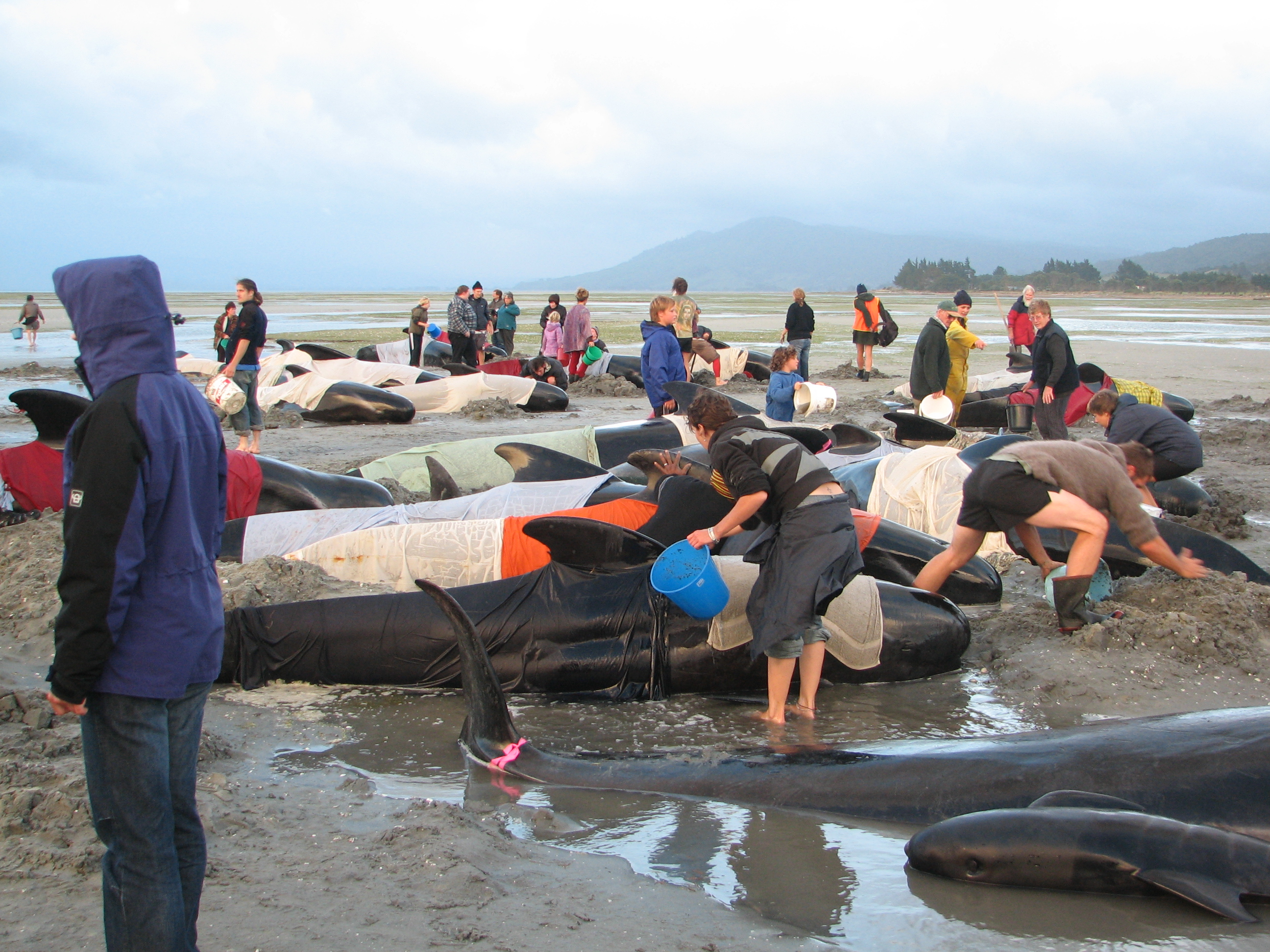
يحاول متطوعون منع ارتفاع درجات حرارة أجسام الحيتان على الشاطئ في Farewell Spit ، نيوزيلندا.

هناك أدلة على أن السونار النشط يؤدي إلى الجنوح. في بعض الحالات، تتقطع السبل بالحيتانيات بعد فترة وجيزة من نشاط السونار العسكري في المنطقة، مما يشير إلى وجود صلة. كما تم تطوير النظريات التي تصف كيفية تسبب السونار في موت الحيتان بعد أن وجدت التشريح إصابات داخلية في الحيتان التي تقطعت بها السبل. في المقابل، فإن بعض الذين تقطعت بهم السبل لأسباب تبدو طبيعية عادة ما يكونون أصحاء قبل الجنوح:

#### الإصابة المباشرة
يمكن أن تتسبب التغيرات الكبيرة والسريعة في الضغط الناتجة عن السونار العالي في حدوث نزيف. ظهرت الأدلة بعد أن تم سحب 17 حيتانيات في جزر البهاما في مارس من عام 2000 وكان بعد تمرين سونار للبحرية الأمريكية. قبلت البحرية اللوم بالموافقة على أن الحيتان الميتة عانت من نزيف صوتي حول الأذنين. ربما أدى الارتباك الناتج إلى الجنوح. كين بالكومب ، عالم حيتان، متخصص في مجموعات الحيتان القاتلة التي تعيش في مضيق خوان دي فوكا بين واشنطن وجزيرة فانكوفر. لقد حقق في هذه الشواطئ وقال إن نبضات السونار القوية لها صدى مع الأجواء في الدلافين، مما يؤدي إلى تمزيق الأنسجة حول الأذنين والدماغ. على ما يبدو ، لا تتأثر جميع الأنواع بالسونار.

#### الإصابة في لحظة ضعف
هناك وسيلة أخرى يمكن من خلالها أن تؤذي السونار الحيتانيات وهي شكل من أشكال مرض تخفيف الضغط . تم طرح هذا لأول مرة من خلال الفحوصات النخرية لـ 14 حوت منقارية تقطعت بهم السبل في جزر الكناري. حدث الجدل يوم 24 سبتمبر 2002 ، بالقرب من منطقة عمليات نيو تابون (مناورة بحرية دولية) بعد حوالي أربع ساعات من تفعيل سونار متوسط التردد. وجد فريق العلماء تلفًا حادًا في الأنسجة ناتجًا عن آفات فقاعات الغاز، مما يدل على مرض تخفيف الضغط. الآلية الدقيقة لكيفية تسبب السونار في تكوين الفقاعات غير معروفة. قد يكون ذلك بسبب ذعر الحوتيات وظهورها بسرعة كبيرة في محاولة للهروب من نبضات السونار. وهناك أيضا الأساس النظري لاهتزازات السونار يمكن أن يسبب الغاز إلى التنوي، وتشكيل فقاعات، والتي تعتبر مسؤولة عن مرض الضغط.

#### أنماط الغوص لحيتان كوفييه ذات المنقار
الغالبية العظمى من الحيتان المشاركة في الجنوح المرتبطة بالسونار هي حيتان كوفييه المنقارية (Ziphius cavirostrus). يجنح أفراد هذا النوع بشكل متكرر، لكن الجنوح الجماعية نادر.
حيتان كوفييه ذات المنقار هي نوع من أنواع حيتان المحيطات المفتوحة التي نادرًا ما تقترب من الشاطئ، مما يجعل من الصعب دراستها في البرية. قبل الاهتمام الذي أثاره الجدل حول السونار، جاءت مُعظم المعلومات عنها من الحيوانات التي تقطعت بها السبل. أول من نُشر بحثًا يربط الشواطئ بالنشاط البحري كان سيموندز ولوبيز خورادو عام 1991. وأشاروا إلى أنه خلال العقد الماضي كان هناك عدد من الجنوح الجماعية للحيتان المنقارية في جزر الكناري، وفي كل مرة كانت البحرية الإسبانية تجري تدريبات. على العكس من ذلك، لم تكن هناك جنوح جماعي في أوقات أخرى، ولم يقترحوا نظرية الجنوح. فرنانديز وآخرون في رسالة لعام 2013 إلى المجلة العلمية نيتشر، ذكرت أنه لم يكن هناك مزيد من جنوح جماعي في تلك المنطقة، بعد حظر عام 2004 من قبل الحكومة الإسبانية على التدريبات العسكرية في تلك المنطقة.
بشهر مايو من عام 1996، كان هناك جنوح جماعي آخر في غرب بيلوبونيز باليونان . في ذلك الوقت ، لوحظ أنه «غير نمطي» لأن الجنوح الجماعية للحيتان المنقارية نادرة، وأيضًا لأن الحيتان التي تقطعت بها السبل كانت مُنتشرة على امتداد طويل من الساحل ، مع فصل كل حوت مكانيًا عن الجنوح التالي. وفي وقت وقوع الحادث، لم يكن هناك اتصال بالسونار النشط ؛ قام أ.فرانتزيس، عالم الأحياء البحرية الذي حقق في الحادث ، بإجراء الاتصال بالسونار لأنه اكتشف إشعارًا للبحارة بخصوص الاختبار. نُشر تقريره في مارس / آذار 1998.
كان بيتر تياك ، من معهد وودز هول لعلوم المحيطات ، يبحث عن تأثيرات الضوضاء على الثدييات البحرية منذ السبعينيات. لقد قاد الكثير من الأبحاث الحديثة حول الحيتان المنقارية (حيتان كوفيير ذات المنقار على وجه الخصوص). أظهرت علامات البيانات أن غوص كوفييه أعمق بكثير مما كان يعتقد سابقًا ، وهو في الواقع أعمق أنواع الثدييات البحرية المعروفة حتى الآن.
في الأعماق الضحلة توقف كوفييه عن النطق، إما بسبب الخوف من الحيوانات المفترسة ، أو لأنهم لا يحتاجون إلى النطق لتتبع بعضهم البعض في الأعماق الضحلة، حيث يكون لديهم ضوء كاف لرؤية بعضهم البعض.
سلوكهم في الظهور غير عادي للغاية ، لأنهم يبذلون جهدًا بدنيًا كبيرًا للظهور عن طريق الصعود المُتحكم به ، بدلاً من الطفو على السطح بشكل سلبي كما تفعل حيتان العنبر. كل غوص عميق يتبعه ثلاث أو أربع غطسات ضحلة. يُفترض أن تكون أنماط الغوص المُتقنة ضرورية للتحكم في انتشار الغازات في مجرى الدم. لا توجد بيانات تُظهر أن حوتًا منقاريًا يقوم بصعود غير منضبط ، أو يفشل في القيام بغوص المياه الضحلة متتالية يشير هذا السلوك إلى أن عائلة كوفييه في حالة ضعف بعد غوص عميق - ويفترض أنه على وشك الإصابة بمرض تخفيف الضغط - ويتطلب وقتًا وربما يكون الغطس السطحي للتعافي.

## التصرف

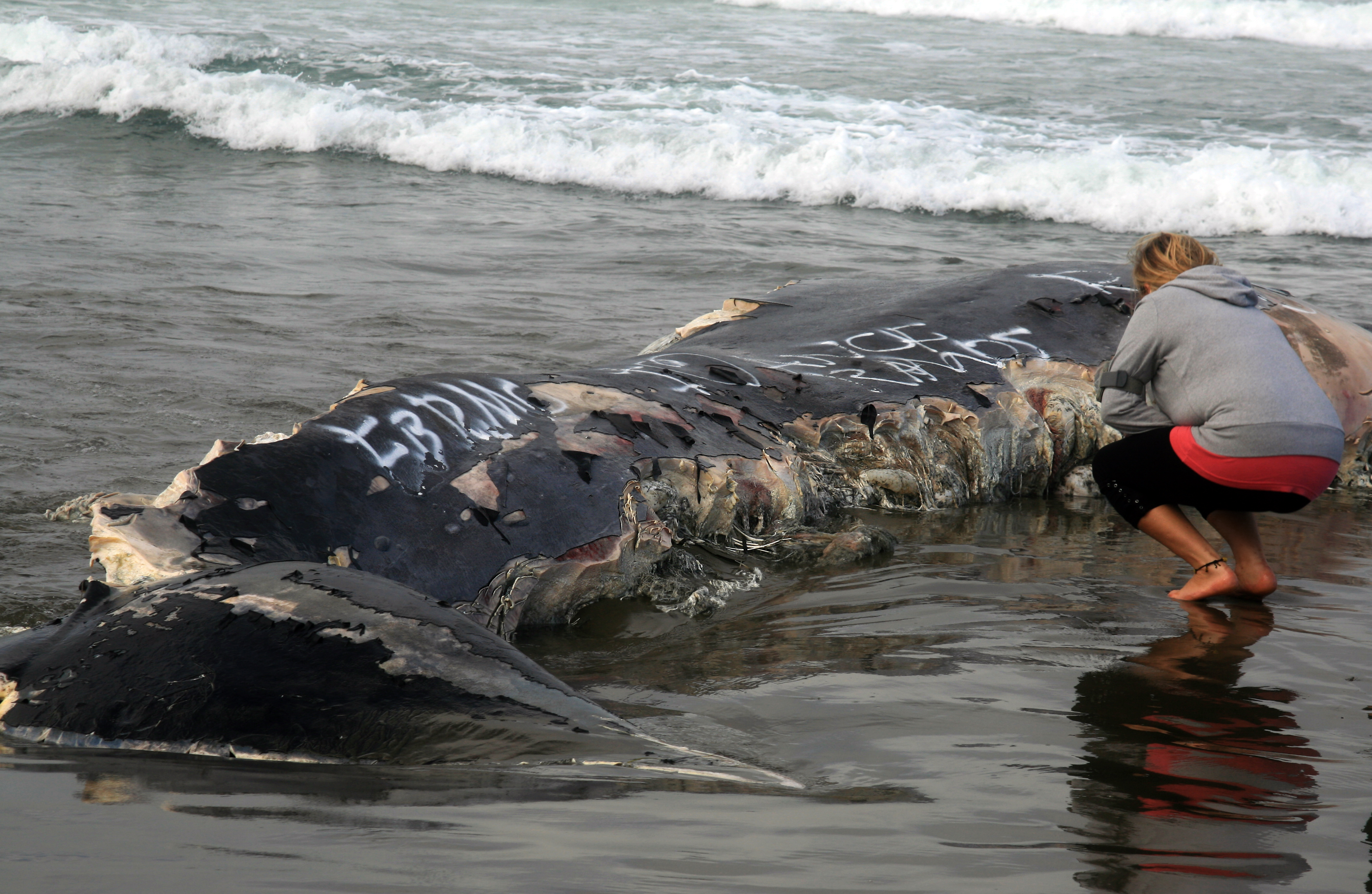
أحد رواد الشاطئ يتفقد جثة حوت. علامات العض على الحوت بواسطة سمكة قرش بيضاء كبيرة.

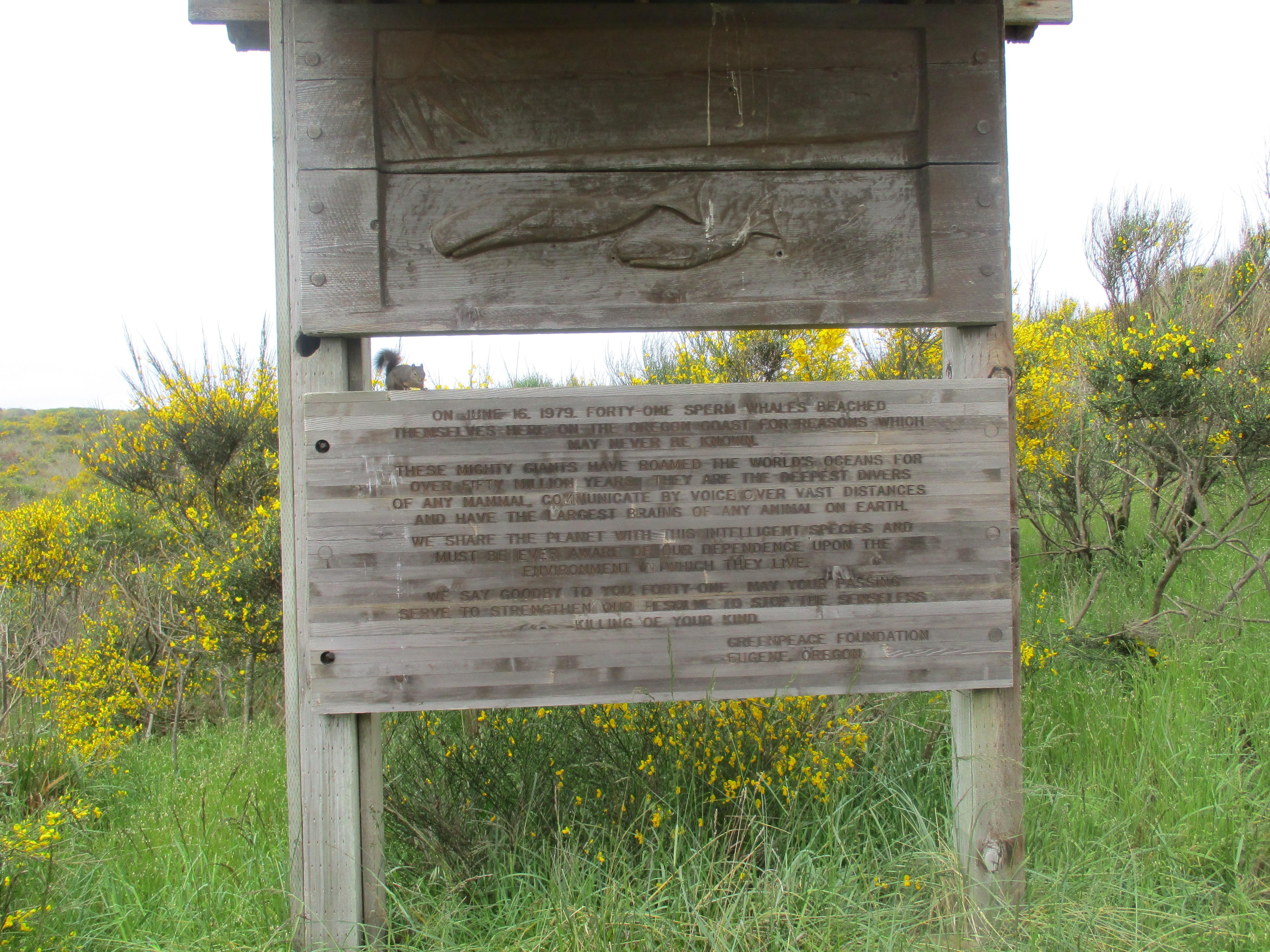
نصب تذكاري للحيتان على الشاطئ خارج فلورنسا بولاية أوريغون